# Black Zombies
Black Zombies (Originaltitel: Demoni 3) ist ein italienischer Horrorfilm aus dem Jahr 1991 von Regisseur Umberto Lenzi. Das Drehbuch schrieb Lenzi zusammen mit seiner Frau Olga Pehar.

## Handlung
Die drei Studenten Kevin, Jessica und deren abergläubischer, psychisch labiler Halbbruder Dick bereisen im Auftrag einer Plattenfirma den südamerikanischen Kontinent, um seltene Samba-Rhythmen aufzunehmen. Während eines Brasilienaufenthalts wohnt der leichtsinnige Dick, der eine Leidenschaft für den Okkultismus hegt, einer rituellen Voodoo-Beschwörungszeremonie bei, welche er heimlich mit einem Tonband mitschneidet. Unwissentlich wird er so zum Werkzeug des Bösen. Während der Feierlichkeiten des uralten, geheimnisvollen Macumba-Kultes sieht der junge Mann unheimliche Dinge, bevor er ohnmächtig mit einem Amulett in seinem Hotelzimmer aufwacht. Seitdem leidet der besessene Dick unter allgemeinen Unwohlsein.
Am nächsten Tag starten die drei Touristen eine mehrstündige Reise in Richtung Belo Horizonte, bleiben aber nach längerer Fahrt mit einem technischen Defekt ihres Geländefahrzeuges liegen. Wenige Augenblicke später kreuzt der zufällig erscheinende José mit seiner Freundin Sonia ihren Weg. Hilfsbereit bietet das einheimische Paar dem Trio ihre gepachtete sagenumwobene Hazienda, eine ehemalige Kaffeeplantage, als Nachtlager an, was auch dankend angenommen wird. Beim Betreten der abgelegenen Farm wird Dick von der afrobrasilianischen Haushälterin Maria mit misstrauischen Blicken empfangen, die in ihm etwas unheilvolles zu erkennen glaubt – ein willenloses Instrument der schwarzen Magie.
In der folgenden Nacht schleicht sich der apathische Dick aus dem Haus, um seinen Mitschnitt zu begutachten. Auf dem Friedhof mitten im Dschungel spielt er unglücklicherweise das Tonband ab, was sechs ehemalige zu Tode geschundene Plantage-Sklaven, die hier getötet und begraben wurden, wieder auferstehen lässt. Fortan werden die Hausbewohner von den gequälten Untoten bedrängt, die sich an sechs weißen Peinigern blutig rächen wollen. Zuerst töten sie auf äußerst brutale Art und Weise die ahnungslose Sonia, gefolgt von der zwielichtigen Maria, die zuvor vergebens versuchte, das Böse zu vertreiben. Als José von einer lebenden Leiche verletzt wird, häufen sich Sichtungen der teils bewaffneten Gestalten. Die aufgeklärte Gruppe zweifelt am Anfang an der Existenz derartiger Kreaturen, kämpft aber bald ums nackte Überleben.
Jessica registriert zeitlich versetzt, dass Dick von einer bösen Macht besessen ist, die ihn sogar zum willenlosen Mörder Josés werden lässt. Nachdem sich die Zahl der Lebenden weiter dezimiert, plant Kevin mit einfachen Wurfbrandsätzen gegen die Ungetüme vorzugehen und sich nicht kampflos dem Schicksal zu ergeben. Am Ende des Films kommt Dick seiner von den Sklaven bedrängten Schwester zu Hilfe. In einem Handgemenge wird er tödlich verletzt, sämtliche Kampfhandlungen kommen zum Erliegen. Kevin und Jessica verlassen den Tatort und begeben sich wieder in die Zivilisation.

## Kritiken
Das Lexikon des internationalen Films schrieb, der Film sei ein „später Nachzügler der Zombie-Horrorfilme der 70er Jahre, der wie seine Vorgänger nur auf schnell und billig produzierten, stellenweise drastischen Nervenkitzel aus sei.“ Zudem sei das Massenprodukt weder „an den authentischen Kulten der südamerikanischen Afroamerikaner“ noch „an einer plausiblen Geschichte und Dramaturgie“ interessiert.
Die deutsche Programmzeitschrift TV Spielfilm resümierte, dass „die mit Voodoo-Kult «belebte» Gruselmär ist, wie bei Vieldreher Umberto Lenzi zu erwarten, eine filmische Totgeburt“ sei. Fazit: „Der Reiz des Exotischen? Die Pein des Idiotischen!“